# James Lancaster
Pour les articles homonymes, voir Lancaster.
Sir James Lancaster (Basingstoke (Hampshire), 1554-Londres, 6 janvier 1618), est un navigateur, corsaire et pirate anglais. 
Il travaille pour le compte de la Compagnie des Indes orientales et dirige plusieurs expéditions dans l'océan Indien et les îles de la Sonde.

## Biographie
Il participe dès les années 1580 aux équipées militaires de Francis Drake (défaite de la Grande Armada, raids sur Cadix et Lisbonne) et commerce avec les Açores. 
Il effectue son premier voyage aux Indes en 1591 à partir de Plymouth avec trois navires, contourne toute l'Afrique, passe à Zanzibar et arrive en Malaisie à la fin de 1592 où il se livre à la piraterie. En mars 1593, il repasse le cap de Bonne-Espérance et décide de rejoindre le Brésil. 
En route, il sauve John Segar de son exil à Sainte-Hélène et atteint les Caraïbes où il connaît de multiples déboires avant d'être recueilli avec les survivants par un navire français (1594) qui le ramène à Dieppe. De là, il regagne l'Angleterre (mai). Il aura, durant ce voyage qui est le premier effectué par un anglais, perdu les neuf dixièmes de son équipage. 
En octobre 1594, il part de nouveau pour le Brésil à la tête de trois vaisseaux. Il passe alors par les Canaries et le Cap-Vert où il fait escale. Allié à des Français et des Hollandais, il fait une razzia sur Recife et s'empare des richesses d'un caraque portugais. Il rentre de cette campagne avec quinze navires remplis de trésors en juillet 1595. 
La Compagnie des Indes orientales lui confie en 1601 le commandement de cinq navires. Parti de Woolwich, il atteint Madagascar en ayant perdu de nombreux membres de son équipage. Il commerce à Sumatra, parvient à Java (décembre 1602) où il implante le premier comptoir commercial britannique des Indes orientales et repart pour l'Europe en janvier-février 1603 qu'il rejoint en septembre. Le succès de son voyage le fait anoblir et il est nommé à la Présidence de la Compagnie des Indes, poste qu'il conservera jusqu'en 1618.

## Hommage
Son nom est donné au détroit qui sépare la terre de Baffin de l'île Devon.